# Coös County (New Hampshire)
Coös County (/ˈkoʊ.ɒs/, mit zwei Silben) ist ein County im Bundesstaat New Hampshire der Vereinigten Staaten. Der Name wird zumeist Coos geschrieben. Es hat 31.268 Einwohner (Stand 2020) und 4725 km² Fläche. Coös County ist zugleich das bevölkerungsärmste und das größte County New Hampshires. 16,17 Prozent der Bevölkerung sprechen Französisch als Muttersprache. Der Verwaltungssitz (County Seat) ist Lancaster. Bedeutendste Wirtschaftszweige sind Landwirtschaft und Tourismus.

## Geschichte
Coös County wurde 1803 aus dem nördlichen Teil des Grafton County gebildet. Anfangs war Berlin Countysitz, später wurde es Lancaster. Der Name entstammt der Abnaki-Sprache, Cohos, oder Co-assh, bezeichnet Kiefern.
Ein Ort im County hat den Status einer National Historic Landmark, das Mount Washington Hotel. 26 Bauwerke und Stätten des Countys sind insgesamt im National Register of Historic Places eingetragen (Stand 15. Februar 2018).

### Einwohnerentwicklung
| Jahr      |        |        |        |        | 1767   | 1773   | 1775   | 1783   | 1786   | 1790   |
| --------- | ------ | ------ | ------ | ------ | ------ | ------ | ------ | ------ | ------ | ------ |
| Einwohner |        |        |        |        | 0      | 185    | 177    | 192    | 102    | 695    |
| Jahr      | 1800   | 1810   | 1820   | 1830   | 1840   | 1850   | 1860   | 1870   | 1880   | 1890   |
| Einwohner | 1707   | 3015   | 4216   | 7010   | 8399   | 10.312 | 12.946 | 14.726 | 18.330 | 23.211 |
| Jahr      | 1900   | 1910   | 1920   | 1930   | 1940   | 1950   | 1960   | 1970   | 1980   | 1990   |
| Einwohner | 29.468 | 30.659 | 36.093 | 38.959 | 39.274 | 35.932 | 37.140 | 34.291 | 35.147 | 34.828 |
| Jahr      | 2000   | 2010   | 2020   | 2030   | 2040   | 2050   | 2060   | 2070   | 2080   | 2090   |
| Einwohner | 33.111 | 33.055 | 31.365 |        |        |        |        |        |        |        |

Hinweis: Die Angaben für die Zeit vor der Gründung des County 1803 stellen die Summen der Bewohnerzahlen der später zugehörigen Towns dar und sind hier zur besseren Verfolgung der Siedlungsentwicklung mit aufgeführt.

## Geographie
Das County hat eine Gesamtfläche von 4.725 Quadratkilometern; davon sind 80 Quadratkilometer (1,7 Prozent) Wasserflächen.

### Nachbar-Countys
Coös County grenzt an folgende andere Countys:
- Oxford County (Maine), Osten
- Carroll County, Südosten
- Grafton County, Südwesten
- Essex County (Vermont), Westen
- Administrative Region Estrie, Québec, Kanada

## Städte und Gemeinden
Coös County ist in eine city und 19 towns unterteilt. Weiterhin gibt es 23 gemeindefreie Gebiete.
Aufgrund der Siedlungsgeschichte des Countys ist das in der Liste aufgenommene Gründungsdatum nicht immer mit dem Siedlungsbeginn gleichzusetzen. In vielen Fällen waren bereits Teile der Towns besiedelt, bevor ein offizieller Verkauf (Grant) oder eine Ausrufung als Teil der unter Verwaltung New Hampshires stehenden Bereiche (Incorporation) stattgefunden hat. Dadurch sind auch nicht alle Daten erhalten.
| Ortschaft               | Status | Einwohner (2020) | Gesamte Fläche [km²] | Landfläche [km²] | Bevölkerungsdichte [Einwohner / km²] | Gründung      |
| ----------------------- | ------ | ---------------- | -------------------- | ---------------- | ------------------------------------ | ------------- |
| Berlin                  | city   | 9.425            | 161,8                | 159,6            | 58,3                                 | 1771          |
| Carroll                 | town   | 820              | 130,0                | 129,9            | 6,3                                  | 1772          |
| Clarksville             | town   | 294              | 161,2                | 155,7            | 1,8                                  | 1854          |
| Colebrook               | town   | 2.084            | 105,9                | 105,4            | 19,7                                 | 1. Dez. 1790  |
| Columbia                | town   | 659              | 156,9                | 156,1            | 4,2                                  | 1. Dez. 1770  |
| Dalton                  | town   | 933              | 72,6                 | 71,2             | 12,9                                 | 4. Nov. 1784  |
| Dummer                  | town   | 306              | 128,0                | 124,9            | 2,4                                  | 8. März 1773  |
| Errol                   | town   | 298              | 180,6                | 157,0            | 1,7                                  | 28. Feb. 1774 |
| Gorham                  | town   | 2.698            | 83,7                 | 82,4             | 32,2                                 | 18. Juni 1836 |
| Jefferson               | town   | 1.043            | 130,6                | 129,7            | 8,0                                  | 26. Feb. 1775 |
| Lancaster (County Seat) | town   | 3.218            | 131,4                | 129,1            | 24,5                                 | 5. Juli 1763  |
| Milan                   | town   | 1.358            | 167,2                | 165,2            | 8,1                                  | 31. Dez. 1771 |
| Northumberland          | town   | 2.126            | 94,5                 | 92,5             | 22,5                                 | 16. Nov. 1779 |
| Pittsburg               | town   | 800              | 754,1                | 728,7            | 1,1                                  | 1840          |
| Randolph                | town   | 328              | 122,1                | 122,0            | 2,7                                  | 20. Aug. 1772 |
| Shelburne               | town   | 353              | 126,4                | 124,2            | 2,8                                  | 13. Dez. 1820 |
| Stark                   | town   | 478              | 154,3                | 152,0            | 3,1                                  | 28. Dez. 1832 |
| Stewartstown            | town   | 813              | 121,2                | 119,7            | 6,7                                  | Dez. 1799     |
| Stratford               | town   | 668              | 207,2                | 205,8            | 3,2                                  | 16. Nov. 1779 |
| Whitefield              | town   | 2.490            | 92,3                 | 88,6             | 27,0                                 | 4. Juli 1774  |

### Gemeindefreie Gebiete
| Ortschaft                            | Einwohner (2020) | Gesamte Fläche [km²] | Landfläche [km²] | Bevölkerungsdichte [Einwohner / km²] |
| ------------------------------------ | ---------------- | -------------------- | ---------------- | ------------------------------------ |
| Atkinson and Gilmanton Academy Grant | 0                | 50,6                 | 50,3             | 0,0                                  |
| Beans Grant                          | 0                | 25,1                 | 25,1             | 0,0                                  |
| Beans Purchase                       | 0                | 169,0                | 168,7            | 0,0                                  |
| Cambridge                            | 16               | 132,4                | 130,5            | 0,1                                  |
| Chandlers Purchase                   | 0                | 5,5                  | 5,5              | 0,0                                  |
| Crawfords Purchase                   | 0                | 21,2                 | 21,2             | 0,0                                  |
| Cutts Grant                          | 0                | 29,6                 | 29,6             | 0,0                                  |
| Dix’s Grant                          | 0                | 52,3                 | 52,2             | 0,0                                  |
| Dixville                             | 4                | 126,9                | 126,4            | 0,0                                  |
| Ervings Location                     | 0                | 9,5                  | 9,5              | 0,0                                  |
| Greens Grant                         | 0                | 9,5                  | 9,5              | 0,0                                  |
| Hadleys Purchase                     | 0                | 19,2                 | 19,2             | 0,0                                  |
| Kilkenny                             | 0                | 66,4                 | 66,4             | 0,0                                  |
| Low and Burbanks Grant               | 0                | 67,7                 | 67,7             | 0,0                                  |
| Martins Location                     | 2                | 9,7                  | 9,7              | 0,2                                  |
| Millsfield                           | 25               | 117,0                | 115,9            | 0,2                                  |
| Odell                                | 1                | 117,0                | 115,2            | 0,0                                  |
| Pinkhams Grant                       | 0                | 9,8                  | 9,8              | 0,0                                  |
| Sargents Purchase                    | 0                | 66,9                 | 66,9             | 0,0                                  |
| Second College Grant                 | 1                | 107,9                | 106,6            | 0,0                                  |
| Success                              | 4                | 147,7                | 146,3            | 0,0                                  |
| Thompson and Meserves Purchase       | 1                | 47,9                 | 47,9             | 0,0                                  |
| Wentworth Location                   | 28               | 50,3                 | 48,0             | 0,6                                  |